# Wegdekschade

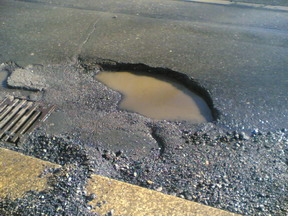
Kuilvorming en gebrekkige afwatering in een weg

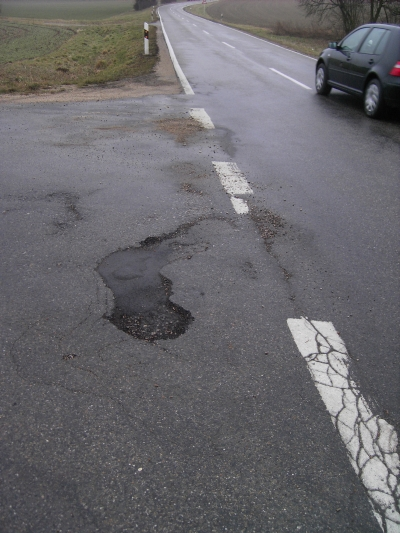
Putten en scheuren in de asfaltdeklaag

Wegdekschade is een indicator van de slechte conditie van een weg. Hierbij gaat het enkel om de schade aan wegverharding en niet om het straatmeubilair dat zich in de berm bevindt. 
De oorzaken voor wegdekschade zijn verscheiden en variëren van een laagwaardige uitvoering in de bouwfase tot overmatig weggebruik en nadelige omgevingsinvloeden (waaronder weersomstandigheden). Afhankelijk van de zwaarte van de schade zijn herstelmaatregelen noodzakelijk. Voorbeelden zijn scheurherstel en het aanbrengen van oppervlaktebehandeling.

## Toestandskenmerken
Bij de beschouwing van wegdekschade kunnen meerdere toestandskenmerken worden onderscheiden:
- Slijtage en rafeling: In het geval van slijtage gaat het om verlies van mortel of bitumineus bindmiddel op het wegverhardingsoppervlak. Het gevolg van slijtage is rafeling, dit is het uiteenvallen van dicht bij het oppervlak liggend aggregaat door falend bindmiddel. Oorzaken voor dit schadetype kan een inferieure binding van aggregaat en bindmiddel zijn, maar bijvoorbeeld ook een ongeschikte mengverhouding tussen aggregaat en bindmiddel. Het is bovendien mogelijk dat bij de asfaltering ondeugdelijk is verdicht met walsen.
- Bindmiddelophoping: Hierbij accumuleert het bitumineuze bindmiddel op het wegverhardingsoppervlak als gevolg van de verkeersbelasting. Dit geschiedt wanneer het asfaltmengsel in de eindtoestand een te hoog bindmiddelgehalte en/of een te gering poriëngehalte in het mineraal skelet bezit.
- Kuil-/putvorming is gevolgschade van vorstbreuken (bobbelige oneffenheden of scheuren) waarvan de randen zijn afgebroken. Na enige dagen of weken verbreedt en verdiept het defect zich, wat bij vorstschade kan leiden tot een omvang van 1 meter breed en 20 centimeter diep. Vorstbreuken treden op wanneer water door het defecte wegverhardingsoppervlak kan binnendringen en door vorstverwering de barsten vergroot. Ook zijwaarts of van onderaf kan water binnendringen, hoewel dit bij intacte wegen wordt verhoed door vorstbestendige steenslag in de onderfundering. Kuil-/putvorming is een veelvoorkomende schade op niet-primaire wegen, op wegen waar de wegdekschade van de voorgaande jaren slechts gedeeltelijk is hersteld, of op landwegen en grindwegen.
- Welvingen/golven zijn oneffenheden in het wegdekoppervlak rondom spoorvorming. Deze schade doet zich uitsluitend voor bij asfaltwegdek. Door de welvingen gaat het vereiste langs- en lengteprofiel van de rijbaan verloren, wat voornamelijk bij nat wegdek tot verkeersonveilige situaties kan leiden.[1]

## Gevolgen voor verkeer

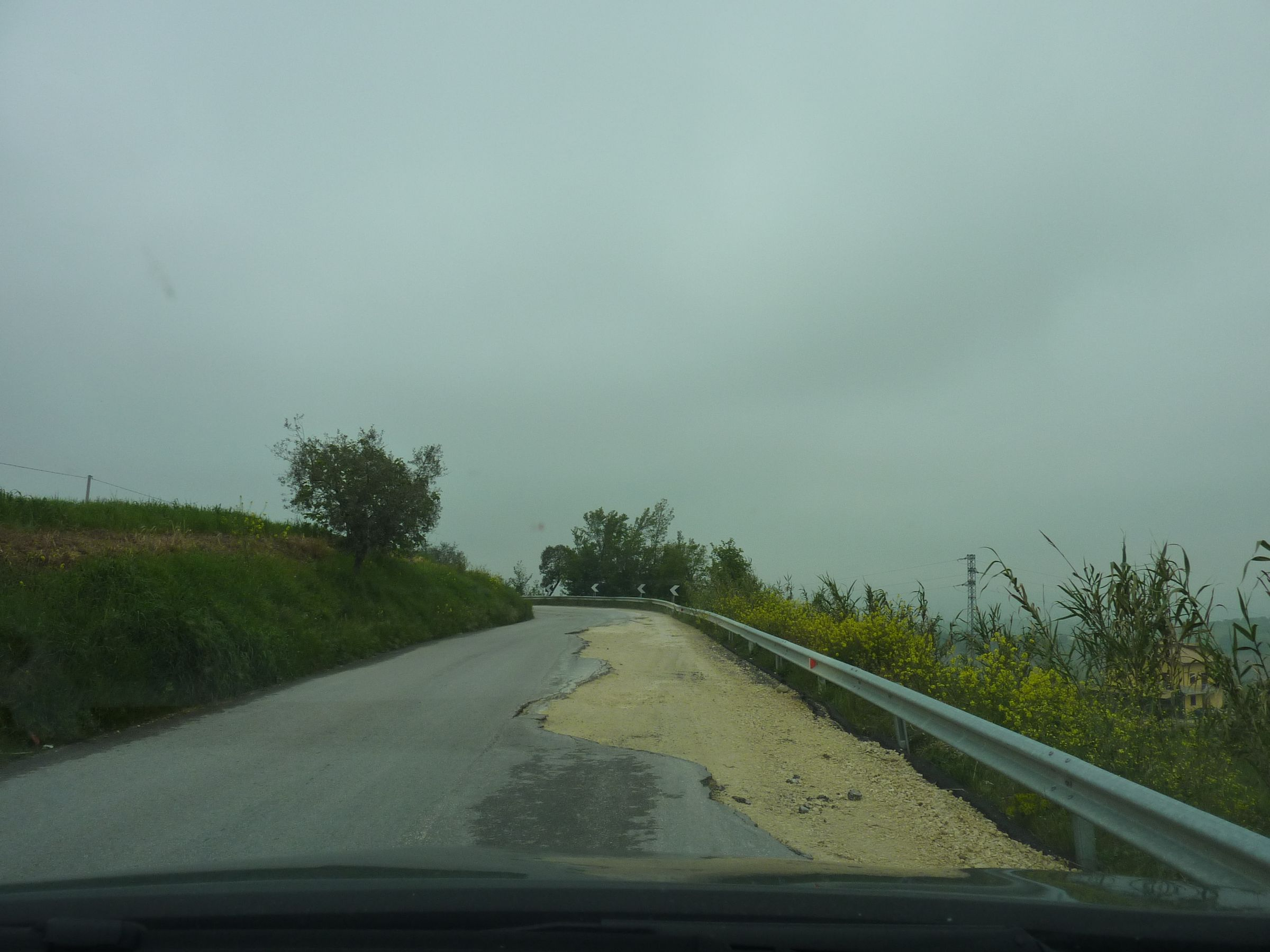
Falend verhardingsoppervlak op een weg

Wegdekschade heeft allereerst een nadelig effect op de wegconditie en daarmee op de levensduur. Daarnaast zijn er ook schadetypen die het rijdende verkeer beïnvloeden en gevaar veroorzaken. Snel door een diepe kuil rijden kan hevige schade aan een voertuig en ook ongevallen veroorzaken, vooral ter plekke van een bocht in de weg. De meeste schade treedt op aan de banden, het chassis en de stuurinrichting. Laatstgenoemde schade komt minder vaak voor wanneer de schokdempers foutloos functioneren.
In geïndustrialiseerde landen is het gebruikelijk dat de wegbeheerder eventuele wegdekschade zo vroeg mogelijk repareert, maar tegelijkertijd zijn voertuigbestuurders ook verplicht het rijgedrag aan te passen aan de rij-omstandigheden. Wanneer putten of andere hindernissen te verwachten zijn of wanneer verkeersborden op deze mogelijkheid wijzen, dient de snelheid zodanig te worden aangepast dat men nog tijdig kan reageren bij het naderen van de wegdekschade. Het “rijden op zicht” en het naleven van de veiligheidsafstanden duidt hier niet slechts op de normale voorzichtigheid vanwege andere weggebruikers, maar ook op hun mogelijke reactie op onvoorziene hindernissen. Met de nodige aandacht kunnen voertuigschades en ongevallen doorgaans worden vermeden.